# Badem tatlısı
Badem tatlısı són unes postres de pasta amb xarop de la cuina turca. En turc, badem tatlısı significa dolç d'ametlla, puix que té la forma (el·líptica) d'una ametlla. Es fa amb farina de blat, sèmola, ous, margarina (o mantega), llevat i sucre. També es posa una ametlla al centre de cada porció, abans de cuinar al forn.